# Split Mirrors
Split Mirrors é uma banda de synthpop alemão de Münster em Westfalia que foi fundado em 1985 e que ganhou fama internacional com songs como "The Right Time" e "Voices".

## História da banda

### O começo
Achim Jaspert e Andy Cay formaram a banda Split Mirrors em 1985 durante uma reunião, em um espaço para ensaios em Münster. Jaspert tinha experiência tocando bateria, que adquiriu durante sua estadia na Índia, enquanto Cay já era cantor nos Estados Unidos. Peter Delain completou a bando, como tecladista. Eles escreveram as primeiras músicas e gravaram os seguintes EPs: “The Right Time” (Versão Estendida)  e “Voices” (Versão Estendida). Após a estreia de “The right time” (mix Let’s go crazy), eles começaram a se apresentar no país e no exterior. Em 1993 o álbum “1999”  foi lançado.

### Estúdio e equipamento técnico
Eles começaram seu próprio estúdio de gravação para poder trabalhar sempre que quiserem. Um quarto à prova de som permitiu gravações de fontes analógicas como vocais ou saxofones. Os sintetizadores que estavam disponíveis naquele momento, já tinham uma conexão MIDI (acrônimo do inglês Musical Instrument Digital Interface) e foram conectados a computadores do Atari-ST que também possuíam conectores MIDI. Isso permitiu que eles gravassem melodias digitalmente e as editassem depois. SMPTE timecode possibilitou conectar vocais ou outras gravações analógicas com instrumentos midi e, portanto, poderiam editar e programar as partes digitais. O Atari Falcon 30 tinha um DSP (do inglês Digital Signal Processor) e ofereceu Gravador de disco rígido. Com isso também foi possível editar sons analógicos. A Revolução digital das técnicas de gravação digital possibilitou que eles usassem as mesmas técnicas em seu estúdio que você normalmente encontra apenas em  estúdios de gravação professional.

### Colaboração com Münsterians
Muitos artistas da cena em Münster tocaram e gravaram sua música lá, como WestBam, Frank Mertens da Alphaville, Dr. Ring-Ding, Törner Stier, Bawa Abudu, Ulrich Hesselkamp, Doc Heyne e Simon Cay. Havia músicos de vários gêneros diferentes, como Rock, Reggae, Synthie Pop, Schlager , Hip-Hop , Rap ou Rave. Alguns deles participaram de músicas de Split Mirrors.

### Trabalho para outros
Colaborar com outros artistas tornou-se um dos principais trabalhos. Eles compuseram, escreveram músicas ou produziram músicas para artistas como Marani, Mike Bauhaus, Andreas Martin e Wolfgang Petry. Esses artistas venderam mais de 5 milhões de registros e receberam vários prêmios de ouro e platina. Eles produziram músicas para a banda de rock alemã Audiosmog com o ex-apresentador Tobias Schlegel como vocalista convidado. VIVA. Em 2001, eles gravaram uma versão de capa de "Daylight in Your Eyes", que é originalmente realizada por No Angels. Esta música foi feita até o número 36 nos Media-Control-Charts. Depois disso, eles acompanharam o single "When Will I Be Famoso (Originalmente Realizado por Bros)" e o álbum "Top of Rocks", que apresentou versões de capa de hits famosos.

### Remixando suas próprias músicas
Eles começaram a fazer remixagens de algumas de suas antigas músicas. As novas versões foram lançadas como EPs, e.g. “1999 Freestyle”  e “Voices Freestyle”. Ao lado do novo membro Henry Flex, no teclado, eles gravaram um álbum chamado “In London”  no início de 2007, do qual saiu o EP “Split Mirrors Freestyle”. Em Janeiro de 2011, eles lançaram o álbum “From the Beginning”. Este Álbum continha, em sua maior parte, músicas feitas no início da carreira da banda, no estilo daqueles anos, que não haviam sido lançadas. O Álbum também apresenta algumas músicas novas que contam com a participação do cantor chinês Fan Jiang.

### Remixes modernos
Eles fizeram remixagens, em parceria com DJs internacionais, de músicas de synthpop dos anos 80, como “The Right Time e “Voices”, através da incorporação de elementos de Electro-house e Deep House.
Outros artistas, como DJ Adam van Hammer e a cantora Kitsu também quiseram ver suas músicas, como “Like Ice in the Sunshine”  e “Dolce Vita”, interpretadas com aquele estilo mais atual. A banda Bad Boys Blue e o cantor Fancy também tiveram remixagens, com as músicas “You’re a Woman”  e “Slice me Nice”, respectivamente.
Em dezembro de 2016, o DJ Adamski, Henry Flex e Achim Jaspert lançaram Dr. Rave – “It’s Time toRave–Again”. Esta foi a música oficial para o evento “90ies Rave Berlin”, que ocorreu no dia 11 de Março de 2017. Lá tocaram artistas como Murusha, Kai Tracid, Jam & Spoon, Red 5, DJ Quicksilver, Brooklyn Bounce, Dune, Future Breeze e Da Hool.
No dia 31 de Março de 2017, eles lançaram outro relançamento oficial de uma música cult dos anos 80 (“HYPNOTIC TANGO” de My Mine, 1984). My Mine era uma banda italiana de synthpop com três membros. Eles inventaram o gênero Italo disco com o lançamento da música “Hypnotic Tango”, produzida pela Split Mirrors para DAS ROSS IM RADIO. A música foi lançada como R.O.S.S. com a participação de KITSU & Adam van Hammer.
Depois disso, a Split Mirrors produziu a música “Self Control”  de Adam van Hammer com a participação de Valerie. Esta foi lançada no dia 26 de Maio como relançamento de um hit cult dos anos 80. “Self Control” ficou entre os 10 melhores hits internacionalmente, tanto na versão de Laura Branigan quanto na versão de Raffaele Riefoli.
Eles já terminaram de trabalhar em seu próximo projeto, Henry Flex e Achim Jaspert: Split Mirrors & Friends. O projeto é composto de remixagens de algumas de suas músicas favoritas dos anos 80. O álbum contém hits de artistas com quem fizeram amizade, Camouflage, Fancy ou Bad Boys Blue. Neste álbum é possível encontrar músicas de sucesso como “Self Control” en este álbum, así como “The Great Commandment” cantada e tocada com o estilo Italo disco/ Discofox da Split Mirrors.

## Discografia

### Álbuns
- 1993: 1999
- 2007: In London
- 2011: From The Beginning
- 2017: Split Mirrors and Friends

### Singles & EPs
- 1987: The Right Time (Extended version)
- 1987: Voices (Extended version)
- 1987: The Right Time (Let’s go crazy mix)
- 1999: 1999 Maxi (Freestyle)
- 2000: Voices Maxi (Freestyle)